# SPACE TRAVELERS
「SPACE TRAVELERS」（スペース・トラベラーズ）は、男性アイドルグループ・A.B.C-Zの7枚目のDVD。2015年1月7日にポニーキャニオンから発売。

## 封入特典
- CD付き初回限定盤 - Special Photo Book 20P
- 通常盤 (初回プレス分のみ) - オリジナルトレーディングカード (5種のうち1種)
- A.B.C-Z SHOP盤 - オリジナル トラベラーズポーチ
- 限定劇場版 - ポストカード6枚セット (ソロ5種+ソロ1種)

## 収録内容

### DVD

#### 本編映像
1. 「SPACE TRAVELERS」Music Clip

#### 特典映像

##### CD付き初回限定盤・通常盤・A.B.C-Z SHOP盤
1. 「Finally Over」Dance Clip

##### CD付き初回限定盤
1. Making of Jacket Shooting (約10分)

##### 通常盤
1. Making of Music & Dance Clips (約26分)

##### 劇場限定盤
1. 「SPACE TRAVELERS」本編撮影直後Special Movie（約11分）
2. 「Summer Concert 2014 A.B.C-Z "Legend"」 Backstage Movie（約10分）

### Special CD
※CD付き初回限定盤のみ
1. Legend Story
作詞・作曲：浅利進吾、編曲：佐藤泰将
  - 6thDVDシングル
2. 僕らのこたえ 〜Here We Go〜
作詞：Komei Kobayashi、作曲・編曲：Andreas Ohrn・Henrik Smith・Steven Lee
  - 6thDVDシングルカップリング
  - A.B.C-Z主演 テレビ東京系ドラマ『魔法★男子チェリーズ』主題歌
3. A.B.C-Z LOVE
作詞：A.B.C-Z、作曲：山本祐介、編曲：河合英嗣